# Percina fulvitaenia
Percina fulvitaenia är en fiskart som beskrevs av Morris och Page, 1981. Percina fulvitaenia ingår i släktet Percina och familjen abborrfiskar. Inga underarter finns listade i Catalogue of Life.